# Templštejn (okres Žďár nad Sázavou)

Půdorysný plán hradu a okolí
zřícenina hradní věže
kameny
kopce a svahy
cesta

Templštejn je zřícenina hradu 1,5 km západně od Dolních Heřmanic na ostrohu nad řekou Oslavou. Je chráněn jako kulturní památka České republiky.
Nachází se 28 km severovýchodně od jiné zříceniny s názvem Templštejn u Jamolic nad údolím řeky Jihlavy).

## Historie
O hradu je málo dostupných informací. Pravděpodobně byl postaven na přelomu 13. a 14. století templáři, později jej pak získali pánové z Lipé. Čeněk z Lipé 24. dubna 1417 je uváděn na tomto hradě jako ten, kdo má spory se žďárským opatem. Od první poloviny 16. století je hrad považován za zbořený, přesné informace o zániku nejsou známy, vzhledem k tomu, že nejsou žádné informace o zničení či dobytí hradu, tak se předpokládá že hrad vyhořel či byl jinak poškozen a již nebyl obnoven.
Často bývá v průvodcích, mapách atd. zaměňován s jamolickým Templštejnem. Užívaný název Templštejn je novodobý a nemá historický podklad. V místě je lokalita známa především pod názvem Hrad.

## Současnost
Zřícenina je spíše znatelná díky úpravám terénu. Jediné (viditelné) zbytky zdiva představuje torzo věže s čtvercovým půdorysem.
Celý areál je porostlý jehličnatým lesem. Na východ znatelné zbytky zpevněné přístupové cesty.